# Marguerite Gautier

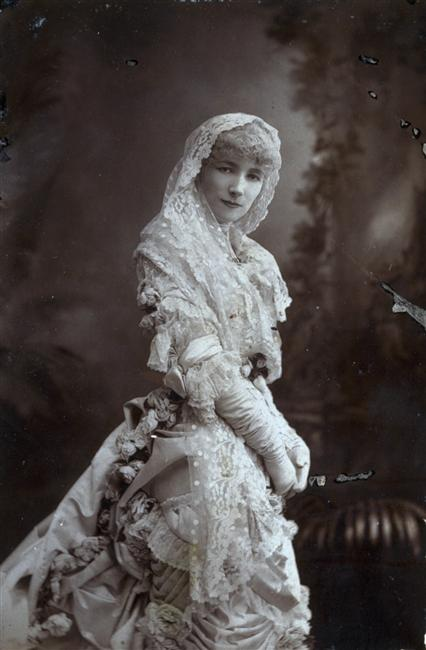
Sarah Bernhardt jako Marguerite Gautier (1881)

Marguerite Gautier – tytułowa bohaterka powieści społeczno-obyczajowej Aleksandre’a Dumasa (syna), Dama kameliowa z 1848. Jej prawdziwe nazwisko to Rose Alphonsine Plessis, a szerzej znana była jako Marie Duplessis. Paryska kurtyzana, w książce ukochana Armande Duvalla, w rzeczywistości – Dumasa.

## Krótka historia zawarta w powieści
Sama akcja Damy kameliowej rozpoczyna się tuż po śmierci Marguerite, ale w powieści jest przedstawiona cała historia romansu Duvalla i Gautier. Ona porzuca dla niego swoje dotychczasowe życie, on chce z nią pozostać do końca swoich dni. Szczęście młodych burzy jednak przybycie do Marguerite ojca Duvalla. Stary Duvall wymusza na niej, by porzuciła jego syna, gdyż związek Armanda z byłą prostytutką może zniweczyć matrymonialne plany jego córki. Marguerite przystaje, choć z bólem, na te propozycje. Armand nie rozumiejąc powodów jej powrotu do dawnego stylu życia, obraża dziewczynę przy każdej nadarzającej się sposobności. Następuje rozstanie, ale i śmierć Marguerite z powodu gruźlicy. Kiedy Armand rozumiejąc wszystko wraca – jest już za późno... 
Na podstawie losów Marguerite Gautier powstała opera Giuseppe Verdiego, Traviata, do której libretto napisał Francesco Maria Piave. Nazwiska głównych bohaterów zmieniono na Violetta Valery i Alfredo Germont. Na motywach powieści Dumasa Metro-Goldwyn-Mayer zrealizowało w 1936 film Dama kameliowa z Gretą Garbo w roli Marguerite Gautier.

## Galeria

Odtwórczynie roli Marguerite Gautier
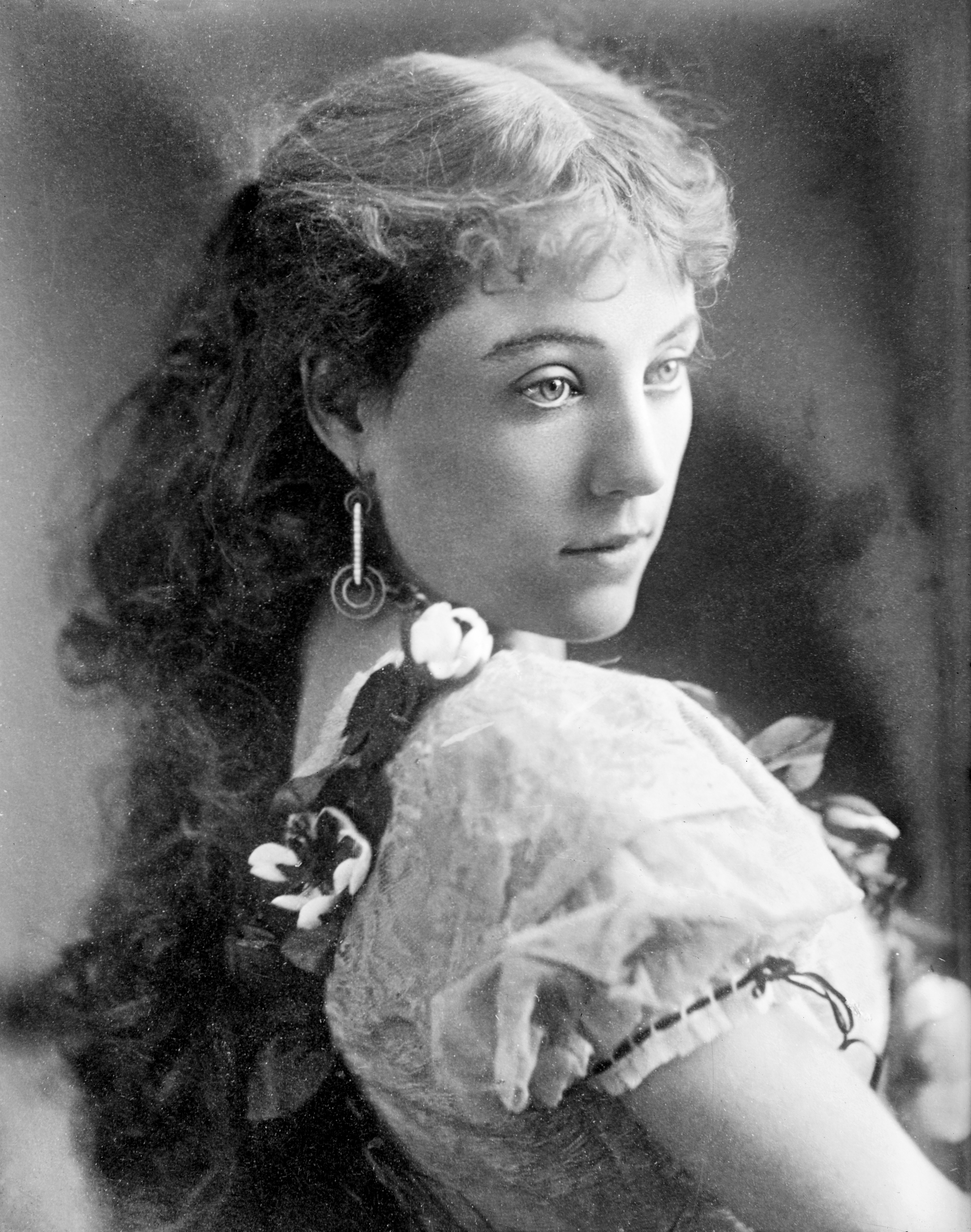
Clara Morris (1874)
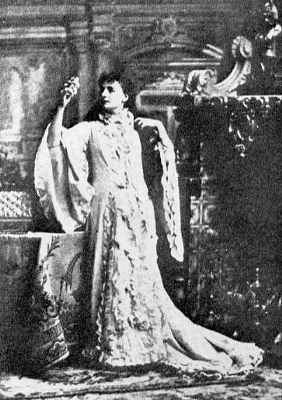
Helena Modrzejewska (1878)
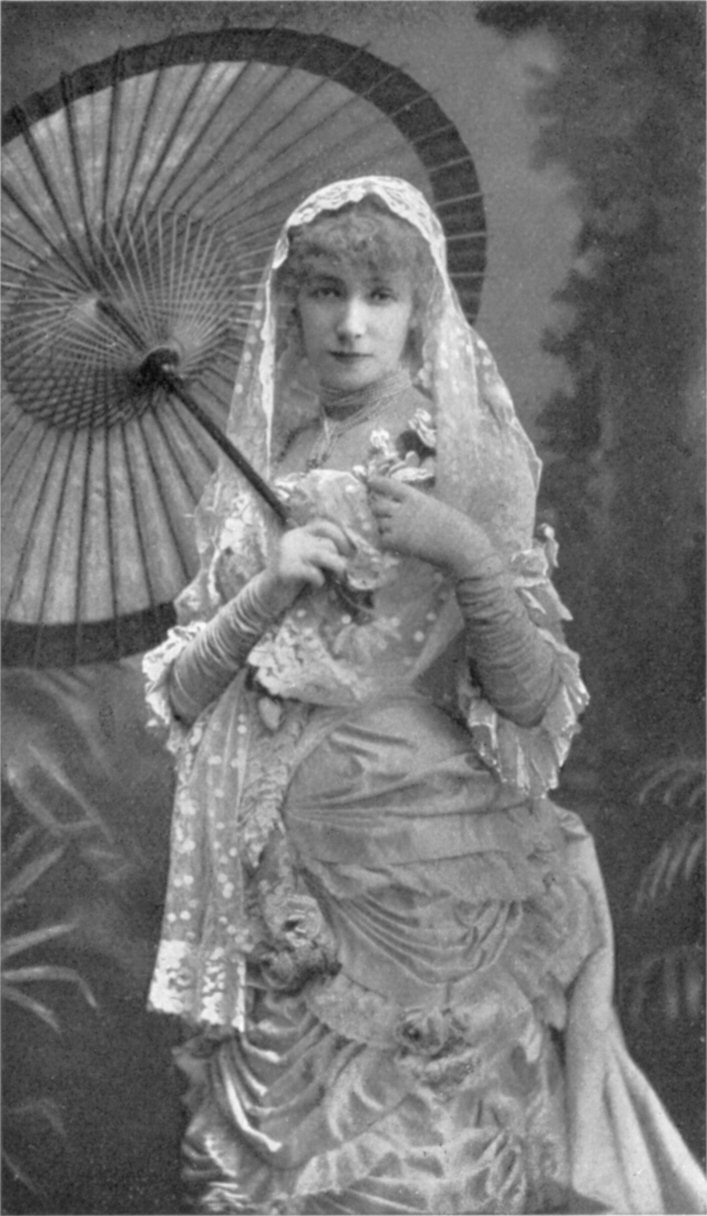
Sarah Bernhardt (1881)
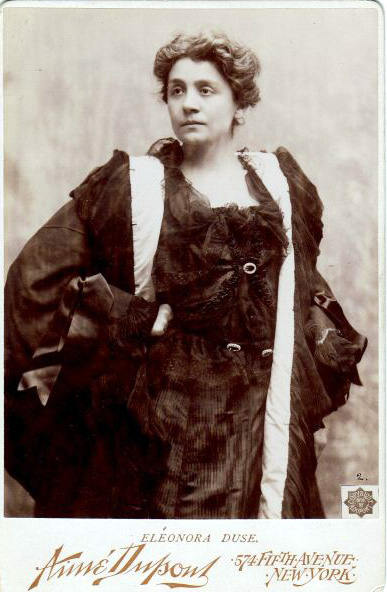
Eleonora Duse (XIX wiek)
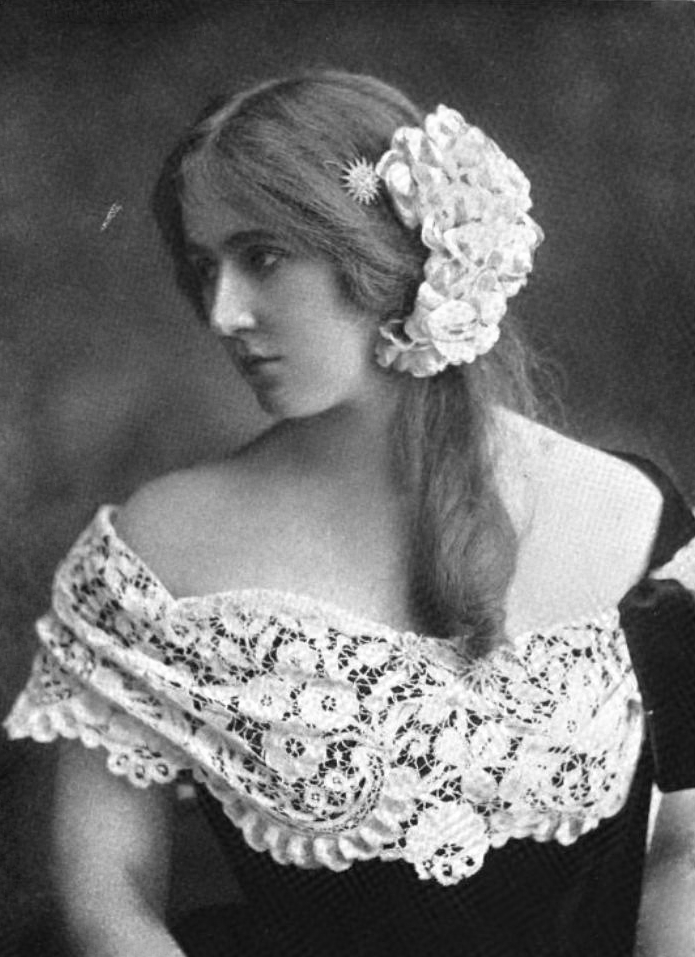
Nance O’Neil (1902)
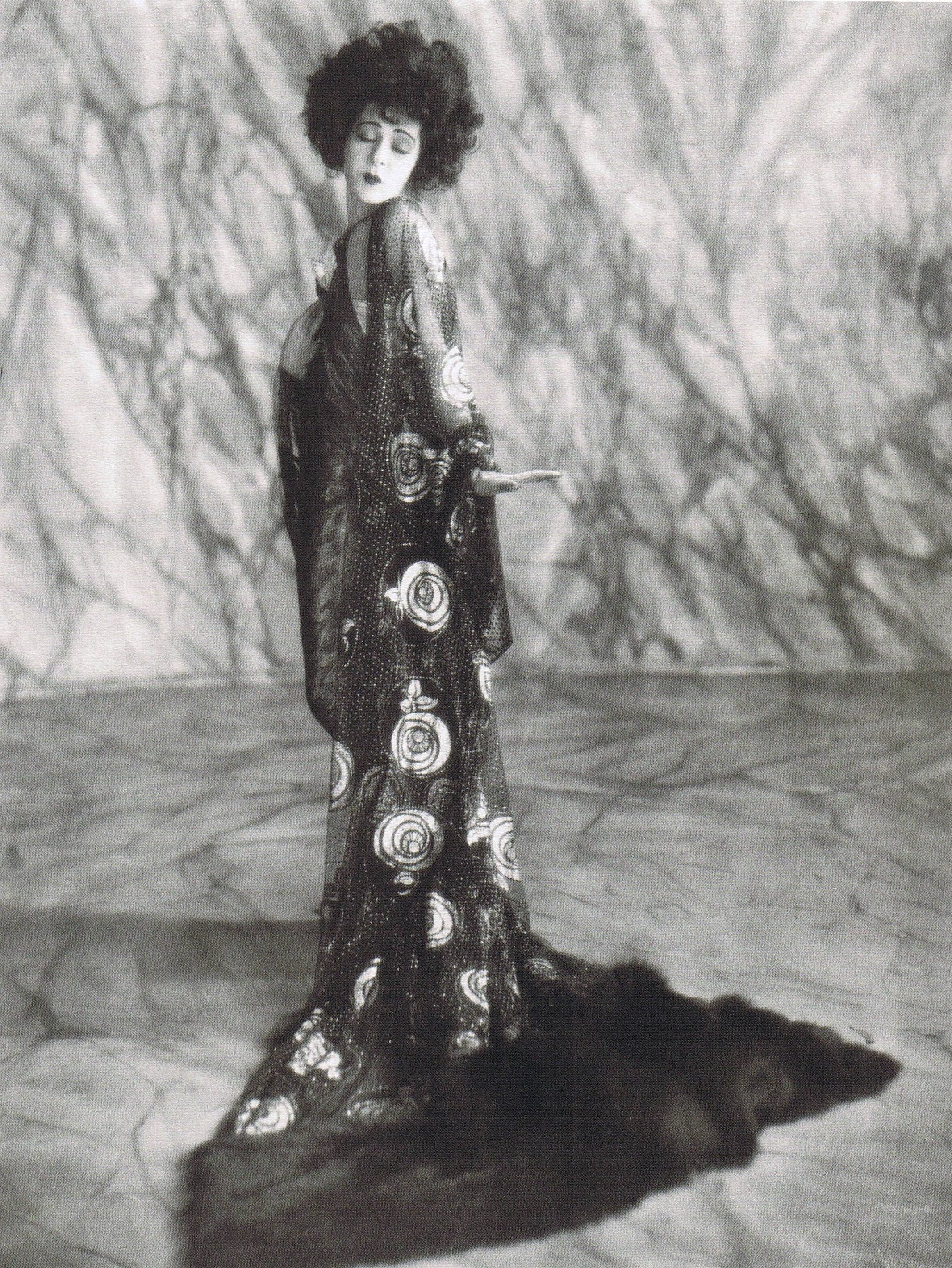
Alla Nazimova (1921)
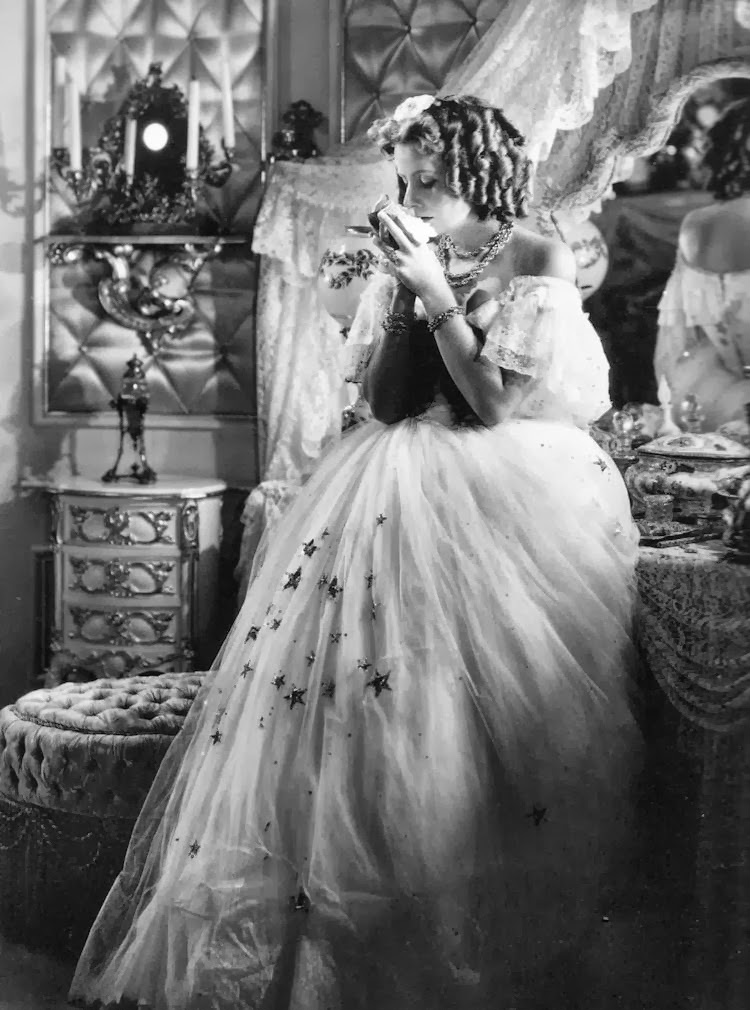
Greta Garbo (1936)